# قائمة فصيلات النمل
| الفروع الحيوية |
| - نمليات قاعدية - زنابير شبيهة النمل† - نملاوات زنبورية† - نمليات بونيرية - نملاوات وحشية - بونيراوات كليلة [الإنجليزية] - نملاوات براون† - أشباه البونيراوات - بونيراوات - نملاوات قرناء - نمليات حقيقية - أشباه النمليات المحاربة - نملاوات محاربة - أشباه نمليات الثور - نملاوات الثور - نملاوات الثور الزائفة - أشباه النمليات طويل الرقبة - نملاوات سريلانكا الأثرية [الإنجليزية] - نملاوات طويلة الرقبة [الإنجليزية] - نمليات برانية الأجزاء وأشباهها - نملاوات برانية الأجزاء [الإنجليزية] - بونيراوات متغايرة [الإنجليزية] - نملاوات قديمة† - نملاوات أحادية الخصر - نملاوات ثنائية الخصر - حذالاوات - نملاوات مريخية |
| الأصنوفات المنقرضة مُحددة بالعلامة خنجرية |
| المصدر: |

هذه قائمة بفُصيلات النمليات، والنمليات (الاسم العلمي: Formicidae) فصيلة من رتبة غشائيات الأجنحة، وهي الأكثر ثراءً بعدد الأنواع من بين جميع الحشرات الاجتماعية، حيث يزيد عددها عن 12000 نوعاً، تشمل الأنواع الموصوفة بالإضافة للعديد من الأنواع الأخرى التي تنتظر الوصف. تُقسم رتبة النمليات على 21 فُصيلة، منها 17 أصناف حية وأربعة مستحاثية. يعيش النمل في أغلب الموائل البرية الرئيسة، باستثناء التندرا والغابات الباردة الرطبة دائمًاً. يُظهرالنمل مجموعة واسعة من السلوكيات الاجتماعية والعادات والعلاقات المرتبطة بالكائنات الحية الأخرى، الأمر الذي ولّد اهتماماً لدى الأوساط العامة والعلمية.

## الفروع الحيوية
منذ تسعينيات القرن العشرين، تلعب البيانات الجزيئية، أو تسلسل الحمض النووي، دوراً رئيساً في محاولة إعادة بناء شجرة حياة النمل. أسفرت تحليلات علم الوراثة العرقي الجزيئي المستندة إلى جينات نووية ومتعددة عن نتائج قوية، والتي بدورها عززت بعض من وجهات النظر الموجودة مسبقًا ولكنها أيضاً قلبت بعضاً منها. تشير هذه التحليلات إلى وجود تقارب تَشَكُّلي كبير بين بعض سلالات النمل.
تُقدِّم البيانات الجزيئية دعماً قوياً لوجود مجموعة جديدة تُسمَّى «النمليات الحقيقية»، لم تظهر من قبل خلال الأعمال المورفولوجية السابقة. يشتمل هذا الفرع الحيوي على 9 من أصل 16 فُصيلة من النمل الحي وحوالي 90% من جميع أنواع النمل الموصوفة.
تشمل النمليات الحقيقية فُصيلات واسعة الانتشار وغنيّة الأنواع مثل النملاوات ثنائية الخصر والنملاوات أحادية الخصر ونملاوات طويلة الرقبة وكذلك جيوش النمل والنملاوات المحاربة. تُشكِّل الفُصيلات الحية الأخرى، أي التي لا تنتمي للنمليات الحقيقية، ثلاثة فروع حيويّة هي: النمليات البونيرية وتضمّ خمس فُصيلات: (النملاوات الوحشية والبونيراوات الكليلة وأشباه البونيراوات والبونيراوات والنملاوات القرناء) والحذالاوات ولا يعرف عنها الكثير، وبالإضافة إلى النملاوات المريخية. العلاقات بين الفُصيلات السبعة غير مدروسة بشكل جيد. تضع دراسة أنجزت في العام 2011م الحذالاوات في مجموعة شقيقة مع الفُصيلات الأخرى، حيث تشكل مع النملاوات المريخية والنمليات البونيرية والنمليات الحقيقية فرعًا حيويًا.

## تطور النمل
ظهر النمل لأول مرة في منتصف العصر الطباشيري، أي قبل حوالي مئة مليون سنة، وتزامن ذلك مع ظهور النباتات المزهرة وزيادة الفضلات النباتية في الغابات. تطورت الأنواع الأولية للنمل من سلالة ذوات الحمة، وتشير دراسة أنجزت في العام 2013 إلى تشكيل النمل مجموعة شقيقة مع النحليات. اقتصر وجود النمل خلال العصر الطباشيري - ضمن قارة لوراسيا الشمالية - على شكل أنواع بدائية واسعة الانتشار. بدأ النمل بالتنوع منذ منتصف عصر الإيوسين، أي قبل حوالي 50 مليون عام، وأصبح مهيمناً بيئياً كحيوانات مفترسة وقمَّامة. تشكل أنواع النمل أقل من 2% من إجمالي عدد أنواع الحشرات، ولكنها تُمثِّل ثلث الكتلة الحيوية للحشرات.

## تاريخ التصنيف
وصف كارولوس لينيوس في الإصدار العاشر من كتابه نظام الطبيعة (1758) سبعة عشر نوعاً من النمل وضمَّها جميعاً تحت جنس نمل الحقل. لاحقاً في غضون بضعة عقود، جرى التعرف على أجناس إضافية، واستمر هذا الاتجاه في السنوات التالية إلى جانب تطوير تصنيف هرمي أكثر تعقيداً قسُّمت الأجناس فيه بين فُصيلات وقبائل. تُصنَّف أنواع النمل الموصوفة من قبل لينيوس ضمن أحد عشر جنساً مختلفاً ينتمون بدورهم إلى أربعة فُصيلات. تراوحت أعداد فُصيلات النمل المُعترف بها خلال الجزء الأكبر من القرن العشرين بين سبعة وعشرة، حيث شكلت كُل مِن نملاوات سريلانكا الأثرية والنملاوات سميكة القرن وحذالاوات ونملاوات الثور ونملاوات الثور الزائفة فُصيلاتٍ منفصِلة تارةً، وضُمت في بعض الأحيان مع النملاوات طويلة الرقبة والبونيراوات والنملاوات محاربة والبونيراوات والنملاوات ثنائية الخصر على الترتيب. في عام 2014م، وُضعت مرادفات لكل من فُصيلات جيوش النمل وأقرب أقربائهم تحت مسمى النملاوات المحاربة، هذا الفرع الحيوي، أي أشباه النمليات المحاربة، ضم ما كان يُعرف سابقاً بالنملاوات الغامضة والنملاوات الملتبسة والنملاوات سميكة القرن والخيفوداوات وأشباه الحذالاوات.
شهدت الفترة التي تمتد على العقد الأخير من القرن العشرين والعقدين الأولين من القرن الحادي والعشرين زيادة في عدد العائلات الفرعية، نتيجة لثلاثة عوامل:
1. إدراك أن بعض أسماء الفُصيلات كانت عبارة عن تجمعات من الأصانيف غير المتصلة.
2. التخلي عن الأصانيف شبه العرقية.
3. اكتشاف الأصانيف الإحفورية الجديدة.[1]

وفقاً لدراسة أنجزت عام 2015م، أمكنَ التعرف على سبعة عشر فُصيلة حية من النمل إلى جانب أربعة منقرضة أو أحفورية، هناك أيضاً 13 جنساً من الأصانيف غير المحددة أي ترتيبها غير مؤكد ولا تُدرج ضمن أية فُصيلة. غالباً ما تُصنف إحدى الأصانيف الأحفورية بمرتبة فصيلة، وهي الزنابير شبيهة النمل فتُسمى فصيلة نملاوات أرمان وتندرج ضمن فوق فصيلة النمليات.

## الفُصيلات
الأصنوفات المنقرضة محددة بالعلامة †.
| النمل                                            |           |                |                                              | |                                           |
| الفُصيلات                                         | أجناس حية | أجناس مستحاثية | جنس نمطي                                     | ملاحظات | أمثلة                                     |
| ------------------------------------------------ | --------- | -------------- | -------------------------------------------- | --- | ----------------------------------------- |
| نملاوات وحشية كاربنتر،1930                       | 2         | 2              | نمل وحشي† ويلر،1910                          | انتشرت النملاوات الوحشية على الأرجح بشكل واسع في كل من نصفي الكرة الأرضية في أوائل العصر الثالث، ولكن يمثلها اليوم نوعان فقط في جنسين، النمل المدرع والنمل الشصي. النوعان الأحفوريان، النمل الوحشي والنمل الحجري الحقيقي، معروفان من حفريات العصر الإيوسيني.                                                                              | نمل مدرع تاتوسيا                          |
| بونيراوات كليلة [الإنجليزية] فوريل،1893          | 13        | 1              | بونيرة كليلة [الإنجليزية] ايريكسون، 1842     | مفترسة، عُثر عليها في جميع أنحاء العالم، ولكن معظمها انتشر في المناطق الاستوائية. | النِّمّة الجهنمية [الإنجليزية]               |
| نملاوات سريلانكا الأثرية [الإنجليزية] اميري،1913 | 1         | 8              | نمل سريلانكا الأثري اميري،1893               | تُمثل من خلال 8 أجناس أحفورية وجنس حيّ واحد، نمل سريلانكا الأثري. لهذا الجنس الحي نوع وحيد، نمل سريلانكا الأثري السيموني، مستوطن في سري لانكا ووجدت فقط في عدد قليل من المواقع. يدرج هذا النوع صمن الأنواع المهددة بخطر الأنقراض الأقصى حسب الاتحاد الدولي لحفظ الطبيعة.                                                                    | نمل سريلانكا الأثري السيموني [الإنجليزية] |
| نماوات دلوسكي وفيدوسيفا،1988                     | 1         | 1              | النمة براون وجوتولد وليفيو،1970              | تحتوي على نوع واحد موصوف، النملة الجوفية النادرة النِّمّة الجهنمية، والعديد من الأنواع الغير الموصوفة، جميعها معروفة من الأقاليم المدارية الإفريقية. | النِّمّة الجهنمية [الإنجليزية]               |
| زنابير شبيهة النمل† دلوسكي،1983                  | 0         | 8              | نمل أرمان† دلوسكي،1983                       | مستحاثات طباشيرية، تُعامل أحياناً هذه الفُصيلة كفصيلة نملاوات أرمان ضمن فوق فصيلة النمليات. يبدو أنهم يفتقرون إلى غدة خلفية جانبية، والتي من شأنها استبعادهم من النمليات نظراً إلى تعريف قائم على خصائص مشتقة من الفرع الحيوي يتطلب تطور مثل هذه الغدة. ومع ذلك، فإن النقص الواضح لهذه الغدة في حفريات نملاوات أرمان يمكن أن يعود لسوء الحفظ. | نمل أورابا الرينري                        |
| نملاوات براون† بولتون،2003                       | 0         | 1              | نمل براون† غريمالدي، آغوستي وكاربينتير، 1997 | تضم الأنواع الوحيدة نملة براون كلافات، نملة أحفورية معروفة من كهرمان نيوجيرسي. ضُمت بالبداية مع البونيراوات، نُقل هذا النمل الطباشيري البدائي لاحقاً إلى فُصيلته الخاصة. | نملة براون كلافات                         |
| نملاوات طويلة الرقبة [الإنجليزية] فوريل،1878     | 28        | 20             | نمل طويلة الرقبة لوند،1831                   | مجموعة فرعية متنوعة موزعة في جميع أنحاء العالم، وخاصة في المناطق الاستوائية. معظم الأنواع قمَّامة، ولكن بعضها مفترسة. فهي تفتقر إلى اللدغة وتعتمد بدلاً من ذلك على المركبات الدفاعية الكيميائية المنتجة من الغدة الشرجية. | نمل ماريا طويل الرقبة [الإنجليزية]        |
| نملاوات محاربة ليتش،1815                         | 28        | 1(1)(2)        | نمل محارب فابريكيوس، 1793                    | تحتوي على جميع أسماء أشباه النمليات المحاربة السابقة (النملاوات الغامضة والنملاوات الملتبسة والنملاوات سميكة القرن والخيفوداوات وشبيهة الحذالاوات)، بما في ذلك جيوش نمل العالم القديم والعالم الجديد. | نمل محارب أصفر رمادي                      |
| نملاوات برانية الأجزاء [الإنجليزية] اميري،1986   | 4         | 3              | نمل براني الأجزاء [الإنجليزية] سميث،1858     | وجدت في المناخات الاستوائية والدافئة في العالم الجديد والعالم القديم والمناطق الهندية الأسترالية. | نمل براني الأجزاء غليظ [الإنجليزية]       |
| نملاوات قديمة† لوتس،1858                         | 0         | 1(3)           | نمل قديم†(4) ويستوود، 1854                   | حفريات إيوسينية موجودة في أوروبا وأمريكا الشمالية، تحتوي الفُصيلة أيضًا على الجنس تيتانوميرما وعلى اسم المجموعة الجماعي نمل قديم†. | نمل ضخم عملاق                             |
| نملاوات أحادية الخصر لاتريل،1809                 | 51        | 30             | نمل الحقل لينيوس،1758                        | تنتشر في جميع أنحاء العالم، نملاوات أحادية الخصر هي ثاني أكبر فُصيلة. نملاوات ثنائية الخصر هي الأولى. | نملة الخشب                                |
| بونيراوات متغايرة [الإنجليزية] بولتون،2003       | 3         | 0              | بونيرة متغايرة [الإنجليزية] ماير،1887        | تحتوي الفُصيلة على جنسين من المناطق المدارية الجديدة هما البونيرة الشوكية [الإنجليزية] والبونيرة المتغايرة وعلى الجنس الأولاكوبون [الإنجليزية] من أذربيجان، المعروف بالنوع الوحيد الأولاكوبون ريليكتا. | بونيرة متغايرة برونية [الإنجليزية]        |
| حذالاوات اميري،1910                              | 8         | 0              | الحذال اميري،1870                            | النمل الصغير الجوفي المعروف من إفريقيا وأوروبا وآسيا ونوع واحد من أستراليا؛ لا توجد أنواع معروفة من أمريكا الشمالية أو الجنوبية. لا يعرف الكثير عن بيولوجيا هذه النمل. | الحذال السواني [الإنجليزية]               |
| نملاوات مريخية رابيلينغ وفيرهاخ، 2008            | 1         | 0              | نمل مريخي رابيلينغ وفيرهاخ،2008              | تُعرف الفُصيلة من عينة واحدة فقط من أنواع النمل المريخي النادر والتي تم جمعها في عام 2003 من غابات الأمازون. العاملات شاحبات ومكفوفات. الملكات والذكور غير معروفين. | نمل مريخي نادر                            |
| نملاوات الثور اميري،1877                         | 2         | 5(5)           | نمل الثور فابريكيوس، 1804                    | كانت الفُصيلة واسعة الانتشار سابقاً، موجودة الآن في منطقة أسترالاسيا فقط وموزعة على جنسين حيين. جنس نمل الثور أو "النمل البلدغ"، معروف من أستراليا ونيوزيلندا وكاليدونيا الجديدة وجنس نوثوميرميسيا [الإنجليزية]، مع الأنواع الفردية نوثوميرميسيا ماكروبس معروف من أستراليا.                                                                 | نمل الثور الشره [الإنجليزية]              |
| نملاوات ثنائية الخصر لوبولوتيه دو سان فارغو،1835 | 140       | 35             | النملة الشائعة لاتريل،1804                   | أكبر فُصيلة من النمل، موزعة في جميع أنحاء العالم. يحتوي على نمل حصاد البذور [الإنجليزية] ونمل الفطريات [الإنجليزية]. | نمل لونا [الإنجليزية]                     |
| أشباه البونيراوات اميري،1901                     | 1         | 0              | شبيهة البونيرة سميث،1858                     | يحتوي على جنس واحد، شبيهة البونيرة، يتكون من نوعين: النملة الرصاصة وهو النوع الحي والمعروف أيضًا باسم النملة الطلقة، وجدت في المناطق المدارية الجديدة والأنواع الأحفورية الصغيرة جدًا شبيهة البونيرة الدياتيرية المعروفة من الكهرمان الدومينيكي (ميوسين مُبكر).                                                                              | النملة الرصاصة                            |
| بونيراوات لوبولوتيه دو سان فارغو،1835            | 47        | 12             | بونيرة لاتريل،1804                           | توزع النمل المفترس غالباً في المناطق الاستوائية وشبه الاستوائية. احتوت الفُصيلة سابقًا على جميع فُصيلات بونيريات الشكل (في ذلك الحين صُنفت كقبائل)، والتي قُسمت الآن إلى ستة فُصيلات: بونيراوات كليلة ونملاوات برانية الأجزاء وبونيراوات متغايرة وأشباه البونيراوات وبونيراوات ونملاوات قرناء.                                                   | بونيرة متضيقة                             |
| نملاوات قرناء اميري،1895                         | 3         | 1              | نمل أقرن روجر،1863                           | النمل في هذه الفُصيلة صغير إلى متوسط الحجم. توجد في جميع أنحاء العالم، تتوزع بشكل رئيسي في المناطق الاستوائية وشبه الاستوائية. لا يُعرف الكثير عن بيولوجيتهم، لكن يُعتقد أنهم متخصصون بالافتراس. | نملة غوغل                                 |
| نملاوات الثور الزائفة سميث،1952                  | 3         | 0              | نمل الثور الزائف لوند،1831                   | فُصيلة صغيرة تتكون من ثلاثة أجناس من النمل الشجري في الغالب وجِدت في المناطق الاستوائية وشبه الاستوائية. يتميز النمل، الرشيق وذات العيون الكبيرة، بأجسامه النحيلة. | نمل الثور الزائف الشاحب [الإنجليزية]      |
| نملاوات زنبورية† ويلسون وبراون، 1967             | 0         | 9              | نمل زنبوري† ويلسون وبراون،1967               | فُصيلة أحفورية من النمل القاعدي. وضع معظم النمل الطباشيري ضمن هذه الفُصيلة. | نمل زنبوري فريي                           |

## هوامش
1. في عام 2002م، وضع هونغ الجنس الأحفوري كورتيكورنا† ضمن النملاوات المحاربة لكن وفقاً لباري بولتون هذا الجنس "بالتأكيد ليس نملاوات محاربةً. في عام 2012م، يقترحان دلوسكي وويدمان أن كورتيكورنا† قد تنتمي إلى النملاوات برانية الأجزاء. يُدرج الجنس في هذه القائمة كأصنوفة غير محددة من النمليات.
2. في عام 2002م، وضع هونغ جنس الحفريات ايواينيكتيتيس† ضمن النملاوات الغامضة، حالياً النملاوات المحاربة، لكن وفقاً لباري بولتون هذا الجنس «بالتأكيد ليس نملاوات غامضة». يُدرج الجنس في هذه القائمة كأصنوفة غير محددة من النمليات.
3. تحتوي الفُصيلة أيضًا على اسم المجموعة الجماعي النمل القديم†.
4. كان يعامل سابقًا الجنس النمطي للفُصيلة، نمل قديم†، على أنه جنس اسمي، ولكن تم إعادة تصنيفه لاحقًا كاسم جماعي بواسطة أرشيبالد وآخرون (2011). ومع ذلك، وفقًا للقانون الدولي للتسمية الحيوانية، لا يزال الجنس هو نفسه الجنس النمطي من النملاوات القديمة.
5. تحتوي الفُصيلة أيضًا على اسم المجموعة الجماعي ميرميسيتيس† [الإنجليزية].